# Wilhelmina av Preussen

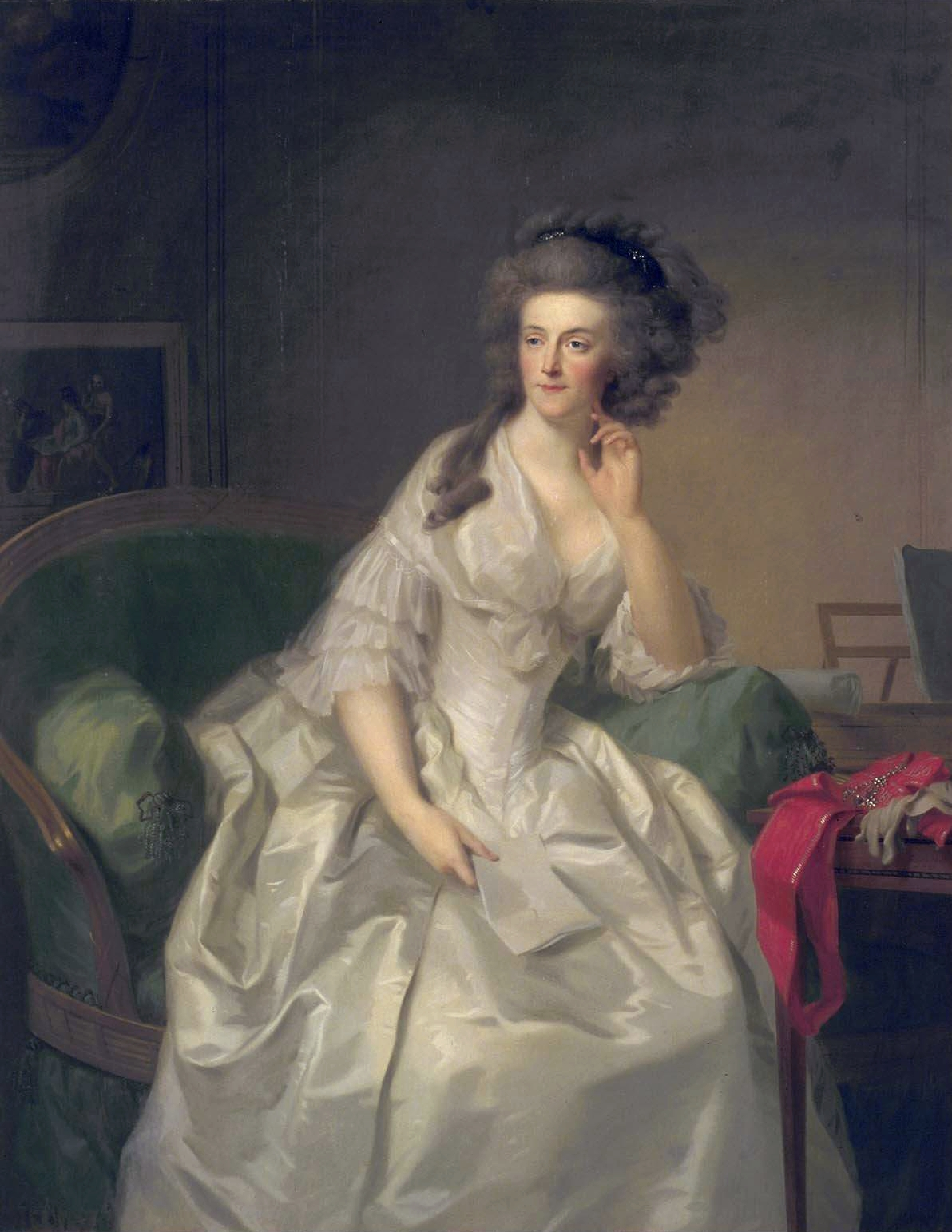
Vilhelmina av Preussen

Fredrika Sofia Vilhelmina av Preussen, född 7 augusti 1751 i Berlin, död 9 juni 1820 på Het Loo, var en holländsk politiker, ledare för den kontrarevolutionära rörelsen i Nederländerna. Gift med Nederländernas ståthållare Vilhelm V av Oranien från 1767 till sin död.

## Biografi
Dotter till prins August Vilhelm av Preussen och Lovisa Amalia av Braunschweig-Wolfenbüttel, brorsdotter till Fredrik den store och syster till kung Fredrik Vilhelm II av Preussen.
Vilhelmina var mycket intresserad av politik och är erkänd som den som verkligen stod bakom den politik som utövades av maken. Hon uppehöll brevväxling med utländska makthavare och gjorde sig avhängig av utländskt stöd för sin politik. Hon erkändes och hyllades som ledare för de antirevolutionära krafterna i Nederländerna som motsatte sig revolutionen och demokratisträvanderna. 
1785 tvingades hovet lämna Haag. Hon försökte 1787 återvända men stoppades på vägen tills hon gick med på att vända tillbaka. Hon bad då sin bror, kungen av Preussen, om intervention, och hon och maken återinstallerades då med hjälp av utländsk invasion. 1795 avsattes de igen och tvingades lämna landet. De bodde först i England och från 1802 i Tyskland. Hon återvände till Nederländerna 1814. 